# Celfysiologie
De celfysiologie of cytofysiologie betreft de studie van de levensprocessen, ofwel de fysiologie, op moleculair niveau, in de individuele cel. De celfysiologie is onderdeel van het vakgebied van de celbiologie, en heeft raakvlakken met de fysiologie en de moleculaire biologie.

## Celcomplexiteit
De eukaryoten vormen de groep van diverse organismen, die relatief complex van bouw zijn, en zich kenmerken doordat hun cellen een celkern hebben en in compartimenten zijn verdeeld. Onder de eenvoudiger levensvormen vallen de evolutionair oudere bacteriën en archaea die, ter onderscheid van de eukaryoten, met prokaryoten worden aangeduid.

## Cel als open systeem
Een cel is een open systeem, omgeven door een selectief-permeabel celmembraan, met een nauwkeurige regulatie van het interne milieu van de cel, dat het waterige cytosol als basis heeft. Concentraties van verschillende, in het cytosol opgeloste stoffen, als ionen en signaalmoleculen, worden binnen stricte grenzen gehouden. Voorbeelden zijn de gereguleerde concentraties van cyclisch adenosinemonofosfaat en guanosinetrifosfaat. Wanneer een cel niet in staat is om deze homeostase te handhaven, kan de cel overgaan tot geprogrammeerde celdood.

## Celfysiologisch onderzoek
Door te kijken naar verstoringen in het interne milieu van de cel, kan men achterhalen hoe de cel deze regulering voor elkaar krijgt. Hiervoor heeft de celbiologie verschillende methoden beschikbaar, waaronder microdialyse, en voor zenuwcellen ook de patch-clamptechniek. Veel fysiologische studies worden verricht op zenuwcellen of neuronen, omdat deze gevoelig zijn voor signalen die leiden tot de influx van ionen, wat leidt tot een verstoring van het milieu binnen de cel. Door de verandering kan een actiepotentiaal ontstaan, die informatie tussen neuronen kan overbrengen. Omdat deze signalen ontstaan door het binden van een neurotransmitter aan een receptor, kan er gemakkelijk een actiepotentiaal worden opgewekt en worden bekeken hoe dit op moleculair niveau werkt. Dit gebeurt door het isoleren van een stukje celmembraan, met daarin een receptor. Wanneer een neurotransmitter wordt aangeboden, kan er worden gemeten hoeveel ionen er per kanaal worden doorgelaten, en hoelang het kanaal open blijft. Verder kan op dezelfde manier in een cel bekeken worden wat het effect van de transmitter is op de membraanpotentiaal. Op deze wijze zijn ook speciale blockers/remmers van receptoren gevonden die bij de ontwikkeling van medicijnen zoals atropine hebben geholpen.